# Dura (gênero)
Dura é um gênero de traça pertencente à família Arctiidae.

## Espécies
- D. ageta
- D. alba
- D. albicans
- D. amianta
- D. amplipennis
- D. apalochroa
- D. aroa
- D. basistriga
- D. centema
- D. cinnamomina
- D. dasychiroides
- D. dubia
- D. eucraera
- D. helicta
- D. ippolene
- D. isabella
- D. leptodes
- D. marginepunctata
- D. nepha
- D. niveus
- D. ochrias
- D. panthera
- D. passonyx
- D. percnoptera
- D. plectrophora
- D. pratti
- D. prionodesma
- D. pseudalba
- D. pusilla
- D. pycnadelpha
- D. silca
- D. spodea
- D. sulphurea